# Georg Pflüger
Georg Pflüger (* 30. Juni 1835 in Creglingen; † 2. April 1896 ebenda) war Kaufmann und Mitglied des Deutschen Reichstags.

## Leben
Pflüger besuchte die Lateinschule in Creglingen und erhielt daneben Privatunterricht. Er war Handlungskommis von 1849 bis 1854 in Heilbronn und Ebingen und dann Kaufmann in Creglingen.
Ab 1890 war er Mitglied des Deutschen Reichstags für den Wahlkreis Württemberg 12 (Gerabronn, Crailsheim, Mergentheim, Künzelsau) und die Deutsche Volkspartei. Sein Mandat legte er am 26. Juli 1895 aus Gesundheitsrücksichten nieder.